# Abd el-Azíz Huszejn
Abd el-Azíz Huszejn Haikal Mubarak Al-Balooshi (Abu-Dzabi, 1990. szeptember 10. –) egyesült arab emírségekbeli válogatott labdarúgó, az Al-Bataeh Club hátvédje.

## Pályafutása

### Klubcsapatokban
2008 és 2010 között az Al Shabab csapatában játszott. A 2010–11-es szezonban eligazolt a szomszédos Al Ahlihoz, ahol 2024-ig 245 alkalommal lépett pályára és 3 gólt szerzett.

### A válogatottban
2011-ben mutatkozott be a Egyesült Arab Emírségek válogatottjában. Részt vett a 2012. évi nyári olimpiai játékokon.
2015-ben 3-2-re legyőzték Iránt, így a válogatottal bronzérmet nyert a 2015-ös Ázsia-kupán.

## Sikerei, díjai

### Klubcsapatokkal
Al-Ahli
- Egyesült Arab Emírségek Pro Liga: 2013–14, 2015–16
- Egyesült Arab Emírségek Elnöki kupája: 2012–13
- Egyesült Arab Emírségek ligakupa: 20011–12, 2013–14, 2016–17
- Egyesült Arab Emírségek szuperkupa: 2013, 2014, 2016

### A válogatottal
Egyesült Arab Emírségek
- Ázsia-kupa harmadik helyezett: 2015
- U19-es Ázsia-bajnokság: 2008